# Marshall Dixon
Pour les articles homonymes, voir Dixon.
 (mai 2014).
Si vous disposez d'ouvrages ou d'articles de référence ou si vous connaissez des sites web de qualité traitant du thème abordé ici, merci de compléter l'article en donnant les références utiles à sa vérifiabilité et en les liant à la section « Notes et références ».
Marshall Dixon, de son vrai nom Jean-Paul Nsungu né le 31 mai 1980 à Kinshasa, est un rappeur et chanteur congolais du Congo-Kinshasa. Ancien membre du groupe de rap kinois Keep Quiet, il commence sa carrière solo avec succès en sortant son premier album 100 % Tapage et collabore notamment avec Koffi Olomidé.

## Biographie
Né le 31 mai 1980 à Kinshasa capitale du Congo (RDC) troisième d’une famille de cinq, il obtient son bac en psychopédagogie général et poursuit des études d’ingénieur - technicien en radio transmission. C’est au sein d'une chorale Catholique kinoise (Chœur Notre Dame de Grace) qu’il fait son entrée dans le monde de la musique. Il a treize ans, il est chanteur et claviériste.
Le rap, il s'y frotte trois ans plus tard avec  Fleo son premier groupe de rap, toujours au clavier. Il compose également les musiques du groupe et se découvre un talent d'écriture et de MC se démarquant totalement[non neutre] du style local.
Durant l’an 2000 alors qu’il est en terminale, il monte son propre groupe avec ses amis d’école qu’il nommera Keep-Quiet, et Jean-Paul Nsungu devient Marshall Dixon. Le groupe prend comme invité Werrason, l’une icônes de la musique africaine et congolaise en particulier.
Ils sortent un maxi en 2003 : C’est parti qui rencontre le succès et apportant la notoriété au groupe[source secondaire nécessaire].
Marshall Dixon se sépare de son groupe en 2005 pour une carrière solo, et sort son premier EP My Law l'année suivante. Celui-ci voit la participation de la star de la musique africaine et congolaise Koffi Olomide dans le single My Love[source secondaire souhaitée]. 
Son premier album 100 % Tapage sort en 2007, et plusieurs morceaux se font remarquer, confirmant ainsi Marshall Dixon comme l’une des « jeunes étoiles montantes » de la scène urbaine locale. L'année suivante, il est invité pour participer au Festival des Francophonies à Limoges.
Vers 2009, la RDC reconnaît officiellement son talent ainsi que sa popularité due[Quoi ?] à ses hits et au succès de son premier album marqué par un titre comme On est fatigué, un morceau dansant mais engagé, dénonçant[source secondaire souhaitée] la mauvaise gestion du gouvernement du pays dont les membres s’enrichissent illicitement face à une population croupissant dans la misère et un pays divisé par la guerre. Il est consacré alors  l’Artiste hip-hop le plus populaire du pays[réf. souhaitée] et reçoit le prix Ndule Awards.
Il s’installe en France en 2011 et signe avec un label indépendant « Fait Main Production » ; sort le single Enlacé pour annoncer le deuxième album à venir. 
Son deuxième album Play boy est commercialisé le 30 juin 2013. Cet album comprend quinze titres aux styles musicaux différents, englobant son univers « Afro-urbain » passant par la salsa, le zouk, le coupé décalé, le hip hop, le dancehall, soca, rumba, etc. Des artistes de la scène urbaine française et africaine collaborent, tels les rappeurs : Ol Kainry &  Black V-Ner, Molare star du mouvement « coupé décalé » ivoirien ou encore Anofela The Black Prez avec qui il réalise le titre et le clip Carnaval, tourné entre Paris et Abidjan.
Le single All Eyez On Me sort en 2014, un morceau aux couleurs musicales latines (salsa et hip hop) qui annonça la sortie de son 3e album Good Feeling en sorti en  2016 sous son propre label MD music. 
2021 il lance une plateforme de téléchargement de musique adaptée aux réalités du pays nommée MD MUSIC RDC pour pallier les difficultés que rencontre les artistes congolais à pouvoir vivre de leurs créations.
Toujours entre l'Europe et Kinshasa, il continue à travailler sur sa musique et autres projets dans le domaine des nouvelles technologies et applications mobiles[source secondaire souhaitée].

## Discographie
- 2006 : My Law (EP)
- 2007 : 100 % Tapage
- 2011 : Enlacé
- 2012 : Carnaval (single)
- 2013 : Play boy
- 2014 : All Eyez On Me (single)
- 2016 : Good Feeling
- 2017: Bo tia na se (single)
- 2018:  Elengi ya Mbuma ( single)
- 2019: Le peuple d'abrod ( single)
- 2020 : Nitu feat Alesh ( single)
- 2023: Mariah remix (single)